# Contea di Xuan'en
La contea di Xuan'en (宣恩县S, Xuān'ēnP) è una contea della Cina, situata nella provincia di Hubei e amministrata dalla prefettura autonoma tujia e miao di Enshi.